# 陽気にカプチーノ
『陽気にカプチーノ』（ようきにカプチーノ）は、1997年4月5日から同年9月27日までテレビ朝日の土曜12:00 - 13:00（JST）に放送された情報バラエティ番組である。

## 概要
山田邦子を中心とする「受講生」たちが授業を受けるという形態で、女性の好奇心を満たすさまざまな分野の最新情報を、数字をキーワードに届けていく。
1993年4月から4年間続いた『邦子がタッチ』を、授業形式でリニューアルした番組だったが、半年で終了した。
その後テレビ朝日の土曜日正午の情報・バラエティ番組も当番組の終了で途絶える形となり、『土曜サスペンス』→『スペシャルサタデー』などの単発枠に切り替わった後に2019年4月27日に『中居正広のニュースな会』がスタートし22年ぶりに情報・バラエティ番組枠が再開された。

## 出演者
司会
- 山田邦子
- 大熊英司（当時テレビ朝日アナウンサー） - ナレーションも担当

レギュラー
- 光浦靖子
- 山田まりや